# はれときどきぶた (テレビアニメ)
『はれときどきぶた』は、矢玉四郎による同名の児童文学作品を原作とする日本のテレビアニメである。テレビ東京系列で1997年7月3日から1998年9月29日まで放送。

## 概要
主人公の畠山則安が日記に描いて出てきた子ぶたの「はれぶた」が人間の頭を吸うと、その人間の考えていることが現実になってしまうという幻想を描く。オリジナルキャラクターを多数追加し、ハイテンポかつスラップスティックでカオスな台詞・演出など独自の要素が目立つ。当初は全26話の予定で始まったが、延長されて全61話となった。
本作放送の10年前にアニメ映画版『はれときどきぶた』が公開されており、そちらは児童文学である原作の内容に忠実なものであった。一方で本作は原作の荒唐無稽な要素を基にしつつ、テレビアニメ化に際して原作の内容を大きく改変。児童文学が原作とは思えないバイオレンスな演出などが目立ち、原作やアニメ映画版と異なり、キャラクター同士で楽屋ネタをしゃべったり、実在の人物をもキャラクターに組み込んだり、話の随所に実写映像を交えたり、話の流れに応じて挿入歌メインの場面を挿入したり、ぶーぶーダンスと呼ばれるダンスの場面を挿入した露骨な尺稼ぎで余った放送時間を埋める、ありとあらゆる場所がネタとして活用され、ときにはサブタイトルやエンディングへの入りにも影響が及ぶといった演出がなされ、非常にシュールでぶっとんだ作品となった。これらは監督のワタナベシンイチとシリーズ構成・脚本担当の浦沢義雄の影響によるものである。このような作風は後に「ナベシンワールド」と呼ばれるような、ワタナベシンイチを特徴づける作風である。
その上、（1997年当時で原作の書籍が6巻とストックが少なかったとはいえ）シナリオのほとんどがアニメオリジナルであり、原作を基にした回はその半分の3巻分しか存在せず、それらも改変の結果原型は留めていない。にもかかわらず、作者の矢玉四郎は原作改変に不満を抱くこともなく、むしろ評価が低いことを嘆いている。
ビデオ合成による演出も多く、特に次回予告の演出ではワタナベの私物のMacintosh PowerBookを編集機に繋げて絵を動かしたり増殖させたりしていた。時には本編の編集は1時間半なのに、次回予告の編集に4時間かかったこともあった。
本編で流れるBGMは様々なテレビ番組で多用されている。例を挙げると、はれぶたが登場人物の頭の中の物事を実体化させるときに使われているBGMは、NHK総合の『着信御礼!ケータイ大喜利』内にて、視聴者がアンテナ2本を獲得した時のBGMとして使われている。また、本作と同じくSPEビジュアルワークスが製作したアニメ『るろうに剣心 -明治剣客浪漫譚-』でも一部の回でBGMが流用されている。

## あらすじ
日記に書いた恥ずかしい話をママたちから読まれショックを受けた畠山則安は、「それならウソを書いてやる」と「明日の天気ははれ、ときどきぶた…。」と日記に書いた。すると次の日、空一面ぶたの海になり本当にぶたが降ってくる。慌てて日記に書いたぶたを消す則安だが、一匹だけ子ぶたが残ってしまう。

## 登場キャラクター
先述のとおり、キャラクター設定そのものにテレビアニメ版のオリジナル要素が多く含まれる。

### 畠山家
畠山 則安（はたけやま のりやす）
声 - 南央美
主人公。丸顔の小学3年生。あだ名は十円安（じゅうえんやす）。他のキャラクターほどにクセは強くないが、主人公意識は強い。その反面、妹思いで真面目な心優しい少年である。また、自分の「畠山則安」という名前を漢字で書けないことを堂々とカミングアウトするなど、天然なところもある。一方、母の教育方針にやや納得していない様子で、せめてテストの平均点は取りたいと、勉強熱心なところがある。文部省がこのアニメを推薦しないことを嘆いていた。顔のパーツが福笑いのような仕組みになっており、ずれたり外れたりする。
はれぶた
声 - かないみか
もう一匹の主人公。則安が日記に「今日の天気ははれときどきぶた」と書いたことで現れた子ぶた。則安は慌てて日記のぶたを消したのだが、端にある1匹を消し忘れたがためにこのぶただけが現実世界のものとして残った。
実はぶた王国の王子で、お尻に王家の家紋がある（第58話でその家紋が現れた）。
不思議なぶたパワーで人間の頭を吸い、考えていることを現実化させることができる。
イモムシを危険から助けたり、一人身寂しい老人を思い涙を流したり、飛べない鯉のぼりに助言するなどとても心優しい性格である。鳴き声は「ぷゆゆ〜い!」だが、たまに喋る。
畠山 玉則（はたけやま たまのり）
声 - 梁田清之
則安の父。一流大学を出て一時は一流企業に就職したものの、バブル崩壊のせいでリストラに遭い、ママの実家の印刷工場・大森印刷で名ばかりの部長を務める。
普段は常に笑っているような顔だが、怒って眼鏡を外すとすさまじい形相になり、その顔はテレビで見せられないほどに恐ろしい（顔が陰になる）。怒りを収めるためには眼鏡を再びかけさせるしかないが、その眼鏡は自分のでなくても構わない。
「ゲテモノクラブ」という「ゲテモノを料理して食べさせる楽しい会」を主催している。また、“ゲテモノ的な（変な）コンセプトを持った車が大好き”で、いつもレンタカーで異様に長いリムジンやタイヤがとても大きい4WD (RV) 車、さらに横幅が長いハッチバック車などを借りてくる。
若い頃は襟足を長くしていた。
ブラックユーモアをよく言う。納豆御飯にお味噌汁にマヨネーズを掛けたり、オムライスをお茶漬けにしたりするなど味覚がおかしい。
畠山 安江（はたけやま やすえ）
声 - 松井菜桜子
則安の母。旧姓は大森（おおもり）。パパのリストラが原因なのか極度の学歴不信で、パパのようになって欲しくないからと則安に一切勉強をさせない。「手に職!足にも職!」が口癖。また、自分を美人と思っていたりとナルシストな一面と教育方針の違いから、和子先生とよく対立する。原作と違い、茶髪になっている。
畠山 玉江（はたけやま たまえ）
声 - 間宮くるみ
則安の妹。通称は玉ちゃん。世間擦れした性格の3歳児。則安と同じく丸顔。電話が嫌いで、受話器を叩き壊そうとする場面もある。

### 則安の小学校の関係者
和子先生（かずこせんせい）
声 - 三石琴乃
則安たちのクラス、3年2組の担任。上の名前は不明。美人だが、ちょっとしたことでナルシストモードへ突入して暴走。これだけ情緒不安定なキャラクターながらも、学校での人気は高い。第55話では大型バイクに乗って則安の家に来ていた。
ワタナベ シンイチ
声 - 結城比呂
則安の友達。通称はナベシン。もじゃもじゃ頭にネクタイが特徴。家は焼肉屋。監督のワタナベシンイチがモデル。
おにぎり山（おにぎりやま）
声 - 水田わさび
則安の友達。名前のとおりおにぎりを擬人化したようなキャラクター。家は個人経営の医院。首がない。女好きであり、クラスメートのみゆきのことが好き。しかし、セクハラや下品な行動をしているので嫌われている模様。おにぎりの絵が描いてあるTシャツかトレーナーを着用しておりそのおにぎりの絵は感情と連動している。Mであり、女性に踏まれて悦んでいるシーンがある。両親のこととを「ダディ」「マミィ」と呼んでいる。
武蔵小金井（むさしこがねい）
声 - 塩屋翼
則安のクラスメート。常にメガネを掛けており、意図的に笑い声を「ススススス」にしている。家はそれなりに金持ちで執事ロボットがいる。
「偉い人はみな幼い頃変人と呼ばれていた」という傾向を「変人が偉い人になれる」と解釈し、身体を回転させたり、何の役にも立たない珍妙な発明品を開発したりと意図的に変人的行動を取る確信犯（努力の甲斐あってかそれなりに変人として見られている）。また、「変なものコレクション」をしているらしい。変人であることのプライドは高く、当初は天然キャラの則安に対してライバル意識を持っており、第11話では完全な変人として見られるために後述のヒッコスを作って則安とはれぶたを北極に引っ越しさせようとした。また、変に言ったつもりの発言を肯定されると拒否反応を起こす。家矢玉アナをお姉さまと呼んで慕っているシーンがある。
ヒッコス
第11話で武蔵小金井が作り上げた機械。対象者をあらゆる場所に引っ越し（転送）させる。
則安とはれぶたを北極に転送させたが、途中で突風により押し戻されたはれぶたと衝突・合体して後述のブダヒッコスに変わった。
ブダヒッコス
はれぶたとヒッコスが合体した姿。全体は元のヒッコスに近いが頭部の透明なドームにはれぶたがおり、自律移動もできる。
元々のヒッコスと同じく転送ができ、しかも武蔵小金井の家ごとの転送が可能だが、はれぶたのぶたパワーが影響しているのか、転送先はぶた北極やぶたアフリカ、ぶたピラミッドなど全てぶたばかりの場所になっている。
平賀 きみよ（ひらが きみよ）
声 - 馬場澄江
則安のクラスメート。金髪のロールヘアーに王冠という小学生らしからぬド派手な服装で、わがままな性格のお嬢様。特徴的な形の瞳はビー玉に喩えられている。父親はアメリカ軍を動かすほどの実力者。
後ろ姿をおにぎり山から｢くたびれたカーテン」と間違えられたり、自身を｢美少女」と名乗った際他の女子が目をそらしたりと、容姿はあまりよくない模様｡
則安に好意を抱いている模様で結婚の申し出をする。
袖振 マサコ（そでふり マサコ）
声 - 松井菜桜子
則安のクラスメート。袖が長く伸びた服を着て、「べんべろ〜」など不可解な言葉を発しながら袖を振り回している。一応日本語は話せ、表情は乏しいが変化しないことはない。また、ドレスを買ってもらうために二人三脚（ペアは則安）の練習をするなど、乙女だったり熱い一面がある。両親も袖が長い服を着つつ不可解な言葉を発する。
小倉 みゆき（おぐら みゆき）
声 - 田口宏子
則安のクラスメートで、ナベシン曰く「クラス一の美人」。金に困っている。
あや
声 - かないみか
則安のクラスメート。本人曰く、滅多に出番が無い。先祖代々悪いことをしたらしい。
さち子
声 - 今津朋子
則安のクラスメート。本人曰く、まだ苗字が決まっていない。
かな
声 - 水田わさび
則安のクラスメート。太っている。さちこと同じくまだ苗字が無いという。
山崎
声 - 松井菜桜子
則安のクラスメート。風紀委員。臨海学校で則安のリュックを調べようとした。
男子生徒（だんしせいと）
声 - 保志総一朗
則安のクラスメート。顔が逆三角形の形になっている。臨海学校などではクラスの水着ショーの司会を務めた。第53話でのテロップは「少年H」。
校長先生（こうちょうせんせい）
声 - 龍田直樹
則安たちの学校の校長。還暦を過ぎており余命いくばくもないらしいが、そこまで極端に弱った雰囲気はない。
なぜか何かに付けて和子先生をいじめたり、陰ながら和子先生を追って彼女の絵を描いている。奥さんがいる。
子供の頃の事件で豚嫌いになり、最初ははれぶたを嫌っていたが、第21話での出来事ではれぶたが好きになる。
トンカツの幽霊
第21話で校長がはれぶたを追い出すために作った衣装。見た目はナイフとフォークを持ち、口からソースが垂れているトンカツ。
校長本人は、あくまでもはれぶたを少しだけ驚かすつもりだけだったが、はれぶたの話を聞いた武蔵小金井が（本人は変なことを言ったつもりで）「トンカツの幽霊をカツ丼にして皆で食べる」と出したアイデアに皆が賛同し、クラス全員でトンカツの幽霊を捕縛するという予想外の事態に発展してしまった。
巨大消しゴム
第51話で「夏休みの間、生徒達に校長として威張れない」という無茶苦茶な理由で、校長が生徒達の夏休みを消し去さろうと作った消しゴム。
名前の通り巨大な消しゴムで、文字ではなく記憶を消し去ることができる。また、八本のカニのような足を生やして移動も可能で、消しゴム型のロボットにも変形できる。
学校中の生徒達から夏休みの記憶を消し去り、残った則安とはれぶたを追い回した末、屋上にて二人と激突、ぶたパワーで変身したはれぶたを易々と蹴散らし、最終的に上記のロボットに変形したが、屋外時計の上に乗っかった際に重みで足場が崩れて転落、そのまま地面に激突して爆発し、同時に生徒達の消された夏休みの記憶も元に戻った。

### テレビ局関係者
矢玉アナ（やだまアナ）
声 - 渡辺美佐
テレビ局BOO-TVのアナウンサー。先端がはれぶたの指し棒を用いる。初期は「お天気お姉さん」という名前だった。第20話にて名前が矢玉だと判明し、以降「矢玉アナ」と呼ばれるようになる。
主に画面の枠外から解説を行ったり、キャラクターにツッコミを入れたり、天気予報風に次回予告を行う。また、人語の話せないキャラクターの通訳も担当する。しかし、たまにやる気を無くして余計なことを言ってキャラクターを怒らせることもままある。昔はちょっとリッチな家の娘だったが、雷に打たれてすべてを失ったため、雷が嫌いになった。
ストーリー展開を邪魔したり元に戻したりして、テンポやメリハリをつけるためのキャラクター（狂言回し）として用意された。序盤はストーリーに影響しない解説者的存在であったが、徐々にストーリーの進行に大きく影響する立ち回りとなる。至るところに出没できる解説者ポジションを生かし、ときには大人として則安にアドバイスを行うこともあった。大きさは自由自在で人間以下のサイズをとることもあれば、実サイズで出てくることもある。
テレビ東京アナウンサー（当時）の矢玉みゆき（現・白石海夕希）がモデルで、本作の企画段階では本人が出演する案もあった。原作者と同姓であることから採用された。
アニメ放送時には、テレビ東京のニュース番組『ニュースウェーブ615』で矢玉みゆきが使う指し棒の先端にはれぶたのフィギュアが付いていた。
なお、ワタナベ監督の自身のホームページやその後の監督作品である『ぷにぷにぽえみぃ』、演出を担当した『にゃんこい!』第7話（バスガイドとして）などにも登場している。
黒矢玉（くろやだま）
声 - 渡辺美佐
第47話で初登場（厳密には前週の予告から登場）。矢玉アナと瓜二つだが、服装や髪の毛が全体的に黒く、指し棒の先端はクロブタになっている。態度や話し方が全体的に投げやりで、矢玉アナのようにサポート的な行動を取ることもない。主に画面枠外で矢玉アナとサブタイコールなどの役割を巡って張り合うのがお決まりパターン。「お天気お姉さん矢玉」に対して「ブラックお姉さん黒矢玉」と名乗る。
矢玉アナと比べてストーリーに影響のある行動を取ることは少なかったが、矢玉アナと共に、人語の話せないキャラクターの通訳も担当していた。
岩田（いわた）
声 - 鈴木琢磨
矢玉アナ直属の上司。矢玉アナの突拍子もない行動には苦労しており、山ほどの始末書を書かされている。オヤジギャグを連発するお茶目な性格。テレビ東京プロデューサーの岩田圭介がモデル。黒矢玉が登場以降は登場しなくなった。

### 畠山家の隣のアパートの住民
中華マダム福建省（ちゅうかマダムぷっけんしょう） / 中華大魔女広飛優老婆（ちゅうかだいまじょこうぴゅうろうば）
声 - さとうあい
普段は畠山家の隣のアパート、204号室に住む中華マダム福健省。真の姿は“中華大魔女広飛優老婆”。あの手この手で則安とはれぶたを陥れようとする。
はれぶたを特殊チャーシューにして全国に売り出し、特殊ラーメンの持った心で全宇宙を支配下に置くという野望を抱いている。
アパートの自室は中華料理店ふうに改装されており、中華魔界という異次元空間とつながっている。
中華をもじった「チューカッカッカッカ」という独自の笑いが特徴である。
クロブタには厳しいが本当は家族のように思う。
最終章では則安以外で存在の消えたはれぶたを覚えている唯一の人物になっており、最終章の鍵を握る人物となっている。
クロブタ
声 - 林延年
広飛優老婆と手を組む謎の黒いぶた。広飛優老婆とは青年団のキャンプファイヤーで知り合った。
一度は地球を侵略したが、はれぶたに敗れてその野望が終わってしまう。その際に他のメンバーと一緒に広飛優老婆も捕虜にしてしまい、はれぶたに敗れた後には怒った広飛優老婆に焼き豚にされそうになる。
山田（やまだ）
声 - 中村大樹、麻生智久（第24話のみ）
怪しい雰囲気を醸し出すサラリーマン。自称宇宙人。畠山家の隣のアパートに住む。外伝の第44話では連続女性キャラ誘拐事件の黒幕として登場した。
ガイコツ大統領（ガイコツだいとうりょう）
声 - 伊藤栄次
30話に登場したガイコツたちの大統領。見た目は赤い蝶ネクタイを着けたガイコツ。美女（声 - かないみか）に変装時は声と言葉使いが変わる。
元々地下に住んでいたが、地上の工事現場の騒音に悩まされる国民たちから激しく問題解決を求められたため仕方なく美女に変装し、畠山家の隣のアパートに引っ越してきた。回覧板を届けに来た則安にガイコツとしての姿を見られたため、人形を使って則安とその場にいたはれぶたを地下にある部屋に連れ込んだ後、自身の正体と隣のアパートに引っ越した目的、そして世界中の工事現場を破壊する計画を打ち明けた後則安に話したことを黙るよう念押しして彼とはれぶたを家に帰した。
しかし完全に信用していなかったのか、翌日の朝牛乳配達屋に変装して則安が秘密を喋らないか様子を見た結果、則安が本物と間違えてガイコツ大統領に関する秘密を全て喋ってしまったことで直ぐ様正体を明かした後、則安とはれぶたを工事現場まで拉致、地下から呼び寄せた恐竜のガイコツで則安やはれぶたもろとも工事現場を破壊しようとしたが、則安の花を見たイメージを吸って花の巨人に変身したはれぶたに恐竜のガイコツを一撃で倒され計画は失敗、捨て台詞を吐きながら地下に逃走し、その後騒音問題に関しては自身が現場監督になることで解決した。
54話で再登場。今度は地下のカルシウム不足を解決すべく（例によって国民たちから問題解決を激しく求められ）再び地上に進出、あらゆる場所を飛び回ったり、文献やインターネットを調べながらカルシウムを探す中、ある記事に掲載された牛乳を見て、カルシウム不足を解決するには牛乳を飲めばいいことに気付き、お盆の季節に墓場の幽霊たちを捕縛しクーラーとして売りさばいた金で牛乳を大量購入することを目論んだ。
人形
ガイコツ大統領が変装した美女そっくりの人形。足の部分は車輪になっている。
偶然ガイコツとしての姿を則安に見られたガイコツ大統領が則安の元に送り込み、彼とその場にいたはれぶたを、ガイコツ大統領の部屋があるマンホールに突き落とした。
恐竜のガイコツ
ガイコツ大統領の忠実な僕。見た目はティラノサウルスのガイコツ。地下にあるガイコツ大統領の部屋に住んでいる。
ガイコツ大統領に地上に呼び寄せられ、彼の命令に従い工事現場を破壊しようとして則安やはれぶたと対峙、則安がはれぶたのぶたパワーで出したぶたパワーショベルやぶたブルドーザーを次々に蹴散らして追い詰めたが、最後はぶたパワーで花の巨人に変身したはれぶたに一撃で倒された。
花さか老人（はなさかろうじん）
声 - 丸山詠二
花さかじいさんのように灰を蒔いて桜を咲かすことができる老人。かつてそのパフォーマンスで宇宙中を周っていたが、たまたま宇宙温泉でクロブタの目に留まった際、クロブタから老人の灰をはれぶたのぶたパワーの効果が利かなくなる温泉の入浴剤にすり替えられ、さらに中華マダム福建省やクロブタが住んでいる畠山家の隣のアパートを紹介してもらったこともあってここに引っ越してくる。そして引っ越し祝いにマダム福建省の家に来て灰をばら蒔いた時に、助けに来たはれぶたにも灰を蒔き、ぶたパワーを利かなくしてしまう。その後、はれぶたたちがクロブタから本物の灰を取り返したことではれぶたのぶたパワーは元に戻る。

### ぶた王国
ぶたパパ
声 - 麻生智久
はれぶたの父親であり、ぶた王国の王。イノシシ帝王によって捕らわれていた。ロリコンで、最終回エピローグでは玉ちゃんに一目ぼれする。
ぶたママ
声 - さとうあい
はれぶたの母親であり、ぶた王の后。はれぶたをぶた王国から宇宙へ落とした後に自分も誤まって宇宙へ落ち、そこでたまたま落ちたぶた宇宙で「ぶた女王」として崇められていたが、後に来たクロブタによって追放され、その後は宇宙温泉で女将をしていた。そして地球へ来た後には記憶喪失となっていた。

### イノシシ帝国
イノシシ帝王
声 - 梁田清之
イノシシたちを率いるイノシシ帝国の帝王。カラオケでのマイクの取り合いが原因でぶた王国を侵略していたが、はれぶたや則安たちによって敗れてしまう。野心家ではあるが、とても娘思いの子煩悩な一面もある。
イノシシ娘
声 - 笹本優子
イノシシ帝国の王女で、イノシシ帝王の娘。幼い頃母を亡くして父に育てられた。

### その他のキャラクター
ナベシンのおやじ
声 - 結城比呂
ナベシンの家の焼肉屋の店主。息子と同じくアフロ頭。則安のパパが主催する「ゲテモノクラブ」のメンバー。
ナベシンのかーちゃん
声 - かないみか
眼鏡と八重歯が特徴。
おにぎり山のダディ
声 - 水田わさび
職業は医者。おにぎり山と同じくおにぎりのような体つき。則安のパパが主催する「ゲテモノクラブ」のメンバー。
おにぎり山のマミィ
声 - 水田わさび
外国人のようで、英語混じりの日本語を話す。おにぎり山と同じくおにぎりのような体つき。
町屋のおばさん（まちやのおばさん）
声 - 渡辺美佐
畠山家の親戚。本名は畠山 あかね。電話越しに声だけ登場する。毎週毎週怪我や病気で病院へ入院している。しかし一度だけ入院しなかった週があり、畠山家が「大事件だ！」とパニックに陥って疫病神扱いされたことがあった。その週はストーリーの終盤で病院へ運ばれることとなり、途中で畠山家に救急車で立ち寄ったが、おばさんの姿は車の陰に隠れて見えなかった。
神主さん（かんぬしさん）
声 - 麻生智久
則安たちの秘密基地がある神社の神主。サッカーが上手く、則安たちとよく遊んでいる。
サングラスの男
声 - 麻生智久
「…なんだってね」など画面の端でぼそぼそしゃべる。あまりストーリーとの関連性はない。
ぶた王国でも彼そっくりなぶたがいた。
牛乳屋さん（ぎゅうにゅうやさん）
声 - 麻生智久
意味も無く3輪スクーターで疾走する牛乳屋。掃除屋と掛け持ちしている。
端役だが、出番は結構多い。顔は至って普通。
第50話では、サブタイトルをどちらが読み上げるかで決闘・相討ちとなって気絶した矢玉アナと黒矢玉に代わってサブタイトルを読み上げたが、勝手にサブタイトルを読み上げたことに怒った二人のキックを喰らった。第54話では、カルシウムを求めて悪事を働いたガイコツ大統領を厳しく諭していた。
ギャング一家
親分の声 - 梁田清之、息子の声 - 麻生智久・塩屋翼・鈴木琢磨
たまに登場するギャングの父親と三兄弟。「我々はギャングだ！」と言っては銃を撃ちまくる。
三兄弟は長身、太っちょ、子供並みに小柄と極端に体格が異なる。なお、長身の息子は常に画面から頭がはみ出しており、顔が登場しない。ぶたパワーで三兄弟を赤ん坊時代から再教育した際にも、長男の顔（実写合成）にはモザイクが掛けられていた。
ビビンバおばさん
声 - さとうあい
ナベシンの実家の焼肉屋で時給680円で働いている。語尾に「ビビン」をつける口癖がある。ワタナベ一家の韓国旅行にも同行していた。
おじいちゃん
声 - 梅津秀行
おばあちゃん
声 - 水谷優子
則安の祖父と祖母。パパが部長を務める印刷工場・大森印刷の経営者。昔は暴走族だったが、実は今でも近所の老人たちと幅をきかせている。
鎧かぶと
声 - 石井康嗣
則安の住む町の資料館に展示されている、傷一つない美しい鎧兜。意志を持ち、自分で動くこともできる。丁寧な口調だが、感情が高ぶると女のような口調になる。銅に「美」の文字がある。
非常に気弱な性格で、戦国時代はとある武将（声 ⁻ 麻生智久）に所持されていたが、戦が始まる度に逃げ出すのを繰り返していたため現在でも傷一つない綺麗な姿で、そのことで他の展示品からは「いくじなし」「弱虫」とバカにされる日々を過ごしていた。クラスによる資料館見学の際、則安がはれぶたのぶたパワーで平賀を懲らしめているのを見て、則安と晴れぶたなら自分の悩みを解決してくれるのではと考え、深夜に則安の部屋を訪れて事の経緯を語り、強い悔しさからタイムスリップを引き起こし、巻き込まれた則安やはれぶたと共に昭和時代・縄文時代・ジュラ紀と様々な時代を転々しながら戦国時代に到着、それでも気弱な性格故何度も逃げ出そうとしたが、則安の叱責とはれぶたのぶたパワーによって山賊に捕らえられたお姫様を救出するという大活躍をみせた。その後、戻ってきた現代では傷だらけの勇ましい姿になったが、則安が草摺を付けっぱなしだったために股が丸見えで慌てまくることになった。
ピザ少女
声 - 川上とも子
第43話で登場したピザ屋の少女。平賀と同じ金髪のロールヘアーをしたイタリア人だが、日本語も話せる。本名不明。
祈るとピザが出てくる体質を持ち、その際「アブラカタブラチチンプイ、ジュゲムジュゲムの言う通り」と唱える。
一目見たはれぶたが恋に落ちてしまい、則安もピザ少女の水着姿を思い浮かべるほどの可愛さであるが、実は女装した青年であり、本人曰く「商売上、少女の方がやりやすかった」とのこと。
イタリアで恵まれない人々のためにピザを出していたところを、イタリアに旅行に来ていたギャング一家に見られ、宅配ピザとして儲けるために無理矢理日本まで誘拐されてしまい、以後ピザ屋として働かせられていた。働きすぎたためにピザが出せず、ギャング一家にピザ作りを酷使されたところを、ぶたイタリアン怪人に変身したはれぶたに助けられ、しばらく則安やはれぶたと過ごしていた。公園にて行き倒れの老婆に変装したギャングの父親に捕まったが、ぶたルネッサンスに変身したはれぶたによってギャング一家が倒され救助された。その後は気球に変身したはれぶたによって故郷のイタリアに向かったが、イタリアを目前にした感動のあまり身を乗り出したことでかつらが取れたうえに足の毛臑も晒されたために男性であることが露見、そのことにショックを受けて変身が解けたはれぶたと共に海に落下し、もう一度イタリアに帰るために逃げるはれぶたを泳ぎながら追いかける羽目になった。
武蔵小金井の先祖達
声 - 塩屋翼
第50話で登場。
「顔面大回転が出来なくなった時、墓参りをして御先祖様に謝る」という家訓の元、則安とはれぶたを連れて墓参りに来た武蔵小金井の「則安とはれぶたのせいで顔面大回転が出来なくなった」という訴えに対し、則安とはれぶた（と、矢玉アナや黒矢玉）を各時代における武蔵小金井の先祖の元に飛ばした。
なお、各時代の先祖は以下の通りであり、全員武蔵小金井にそっくりで、現代の武蔵小金井同様、顔面大回転が出来る。
棹石
武蔵小金井の墓に位置しており、顔面大回転にちなんでか円形の形をしている。先祖の霊が宿っているのか勝手に動きだし、則安とはれぶたを別の先祖の元に飛ばす際、必ず二人の頭上に落下する。
最終的に、後述の先祖の頼みを叶えた二人を許したのか元の時代に帰し、顔面大回転練習機に乗った武蔵小金井と共に走り回った。
忍者
江戸時代における武蔵小金井の先祖。忍者らしく、手裏剣を投げたり隠れ蓑の術が使える。
則安とはれぶたが、現代の子孫の顔面大回転を出来なくさせたのかを問い詰め、追い回した挙げ句、橋を渡ろうとした二人を、橋の縄を切って転落させた。
光源氏
平安時代における武蔵小金井の先祖。矢玉アナと黒矢玉からは光源氏であることを疑われたが、顔面大回転をしながらの笛吹き姿に当時の女性があっという間に大勢集まるなど、確かに女性にモテていた。
原始人
原始時代における武蔵小金井の先祖。原始人らしく言語は聞き取れないため、矢玉アナが則安達に対しての通訳を、対する則安の言葉を黒矢玉が通訳した。
大鷲に捕まり、落下して地面に激突するところを則安とはれぶたに救われたことで二人が悪人でないと分かり、顔面大回転練習機を作るためのマンモスの骨を入手するために、マンモスを捕まえるよう二人に頼み、則安とはれぶたが（偶然ではあるが）マンモスを倒したことで材料を入手出来たのか、二人が現代に戻るきっかけにもなった。
その他
第58話では『おはスタ』のMCである山寺宏一と、当時山寺とともにMCを務めていたレイモンドが特別出演している（矢玉アナおよび黒矢玉が収録している気象予報スタジオを「収録場所を間違えた」まま占領しカメラに「おーはー！」と連呼しまくっているところを矢玉アナと黒矢玉に顔面を両側から挟まれつつ摘み出された。また、58話終了間際にストーリーの急展開の話を遮る形でまたしても「おーはー！」と乱入し再度矢玉アナたちに制裁を受ける）。本編中で山寺は「山ちゃん奥さんに怒られちゃう!!」を連呼していたが、当時の山寺の妻ははれぶた役のかないだったため（後に離婚）、そのことを踏まえたギャグである。

## 作中の舞台
則安の住んでいる町
則安の住んでいる町は東京の保谷（現在の西東京市）にあると考えられている。
畠山家の隣のアパート
中華大魔女広飛優老婆など、何かと非常に濃いキャラクターたちが住む畠山家の隣のアパート。和子先生もこのアパートに引っ越したいと則安に相談したことがあったが、結局は断念。畠山家の反対側の隣家は、則安の家の大家さん宅である。
則安の通う小学校
こちらも和子先生など濃いキャラクターが多く通う小学校。かつてはれぶたが日記に書いたちぢむちゃんで、学校が無くなったことがある。
白黒神社
則安がよくナベシンやおにぎり山たちと遊ぶ所。社の下に彼らの秘密基地がある。
ニコニコ商店街
作中たまに登場する近所の商店街。
テレビ局BOO-TV
矢玉アナや岩田さんが勤めているテレビ局。作中よくそのスタジオ内が出てくる。
ぶた宇宙
本作における別の宇宙。ぶたやイノシシなどブタ科の生物が生息しており、はれぶたやクロブタはこの宇宙出身。
則安達の宇宙とは異なる場所に存在するためかはれぶたのぶたパワーや則安の日記帳の力をもってしても行くことは不可能で、更にぶた宇宙に行った者は二度と帰ることは出来ないばかりか、元いた宇宙の人々からその存在を忘れられてしまう。尚、則安や中華大魔女広飛優老婆など、ぶた宇宙の出身者と深く関わった者はその記憶を保てる。
則安は日記帳を燃やすことではれぶたをぶた宇宙に帰し、その後中華大魔女広飛優老婆に諭されたことで新たな日記帳にはれぶたへの想いを一心不乱に書き続けたことでぶた宇宙に行くことが出来た。その代償に則安自身も、両親や友人達から忘れられてしまったが、朧気ながらに則安とはれぶたの記憶を保っていた玉ちゃんは、中華大魔女広飛優老婆から二人のことを聞かされたことで記憶を完全に取り戻し、則安やはれぶたを連れ帰る為に、両親や友人達と共にぶた宇宙に向かった。

## スタッフ
- 原作 - 矢玉四郎（岩崎書店刊）
- 企画 - 白川隆三
- シリーズ構成・脚本 - 浦沢義雄
- キャラクターデザイン - 西野理惠
- 美術監督 - 古谷彰、柴山恵理子
- 色彩設計 - 佐藤和子、斉藤裕子
- 撮影監督 - 藤倉直人
- 編集 - 古川雅士
- 音楽 - 増田俊郎
- アニメーションプロデューサー - 川人憲治郎
- プロデューサー - 岩田圭介、勝股英夫
- 音楽監督 - 中武敬文
- アフレコ演出 - 明田川進
- アフレコ演出助手 - 明田川仁
- 録音 - 蝦名恭範
- 効果 - 森川永子
- アシスタントプロデューサー - 浅見佳子
- 演出助手 - 井之川慎太郎
- 制作デスク - 植野修也
- 制作担当 - 島村和明
- 監督 - ワタナベシンイチ
- アニメーション制作 - グループ・タック
- 製作 - テレビ東京、SPEビジュアルワークス（現：アニプレックス）

## 主題歌

### オープニングテーマ
「強気なふたり」（第1話 - 第17話）
作詞 - サエキけんぞう / 作曲・編曲 - 桜井鉄太郎 / 歌 - 吉村由美（PUFFY）
※途中からアニメーションに改変が加えられ、各場面が初期よりも派手な演出となった。
「カレって時々ブタ」（第18話 - 第36話）
作詞 - TSUNAMI / 作曲・編曲 - パッパラー河合 / 歌 - TSUNAMI
※フルバージョンはかなり過激で、テレビ放送時には比較的当り障りのない部分を流していた。
「BOO〜おなかが空くほど笑ってみたい〜」（第37話 - 第61話）
作詞 - 阿久悠 / 作曲 - 筒美京平 / 編曲 - BANANA ICE / 歌 - ゴスペラーズ

### エンディングテーマ
※基本的に本編の終了間際からイントロがかかり、エンディングに繋がっていくが、一部例外もある。
「ただいま」（第1話 - 第17話、第61話）
作詞・編曲 - 阿部義晴 / 作曲 - Paul Bevoir / 歌 - 大貫亜美（PUFFY）
「ヒコーキ雲」（第18話 - 第36話）
作詞 - 鈴木けいすけ / 作曲 - 竹安堅一、鈴木けいすけ / 編曲・歌 - フラワーカンパニーズ
「あッ豚だ! 〜一日ゆかいにいきるうた〜」（第37話 - 第60話）
作詞 - 阿久悠 / 作曲・編曲 - 増田俊郎 / 歌 - デリシャス・ピッグ
※ポップ調のメロディをメインとしつつ、途中でラップ調、フラダンス風、演歌調が混ざるという構成となっている。また、映像はぬいぐるみの写真をビデオ編集したものと通常のアニメーションを組み合わせたものが使われた。

### 挿入歌
主要なもののみ記載。いずれもワタナベシンイチ作詞、増田俊郎作曲。本編では40秒程度のものが専用のミュージックビデオとセットで流された。エンディングでのクレジット記載は無く、ミュージックビデオ冒頭で作詞作曲者の表記を行った。
「吸うなんて…」（歌：かないみか）
第39話以降の次回予告のBGMとしても使用された。
「デュッデュワ〜丸頭」（歌：南央美）
しばしば上記の「吸うなんて…」とセットで流された。
「絶叫マシーン」（歌：三石琴乃）

## 各話リスト
- ほぼ全話アニメオリジナルだが、原作が存在する回は太字で示す。それでも原作からかなり脚色されている。
- 第18話は序盤に「東京名物ぶたまんじゅう」という偽のタイトルを出し、台本とは違うタイトルだとして「激闘! はれぶたVSクロブタ」に訂正された。すなわち台本ネタ。
- 第57話のみ通常の放送枠内での2話構成。最終回シリーズ前の総集編も兼ねて色々なネタを盛り込んだエピソードが放送された。エンディングへの入りまでネタとして活用され、Aパート終了時にはフェイントで一旦イントロが流れた。

| 話数 | サブタイトル               | コンテ           | 演出                  | 作画監督       | 放送日        |
| ---- | -------------------------- | ---------------- | --------------------- | -------------- | ------------- |
| 1    | ブーブーぶたパニック!      | ワタナベシンイチ | ワタナベシンイチ      | 西野理恵       | 1997年 7月3日 |
| 2    | 武蔵小金井くんはまずい!    | 大地丙太郎       | 高田耕一              | 村田雅彦       | 7月10日       |
| 3    | パパは地獄のコックさん!    | 高田耕一         | 若林忠生              | まつざきはじめ | 7月17日       |
| 4    | 夏だ!プールだ!校長だ!      | 海堂祐           | 三泥無成              | 林一哉         | 7月24日       |
| 5    | 中華なマダムがヤンヤヤン   | えだよしひ       | えだよしひ            | 藤田宗克       | 7月31日       |
| 6    | 恐怖!ゆでダコの呪い        | 佐々木和宏       | 佐々木和宏            | 関根昌之       | 8月7日        |
| 7    | てんやわんやの里帰り       | 大畑清隆         | 高田耕一              | 村田雅彦       | 8月14日       |
| 8    | 宿題シュクシュクかぶと虫   | 吉田浩           | 吉田浩                | まつざきはじめ | 8月21日       |
| 9    | ブーブーライダーが来た!    | 海堂祐           | 海堂祐                | 林一哉         | 8月28日       |
| 10   | 乙姫さまの学力アップ塾?    | えだよしひ       | えだよしひ            | 藤田宗克       | 9月4日        |
| 11   | 台風だ!ヒッコスで引越す    | 箕ノ口克己       | 箕ノ口克己            | 大河原晴男     | 9月11日       |
| 12   | できれば結婚したかった     | 志村錠児         | 佐々木和宏            | 浅野文彰       | 9月18日       |
| 13   | それいけ!大宇宙ナイター    | 大地丙太郎       | 高田耕一              | まつざきはじめ | 10月2日       |
| 14   | ファイト一発!涙の運動会    | 海堂祐           | 海堂祐                | 林一哉         | 10月9日       |
| 15   | ふりむけばブタぶたブタ!    | 大庭秀昭         | 石川敏浩              | 藤田宗克       | 10月16日      |
| 16   | コスモス畑の風             | ワタナベシンイチ | 井之川慎太郎          | 佐久間信計     | 10月23日      |
| 17   | 玉ちゃんタマゲタかぐや姫   | 箕ノ口克己       | 池端隆史              | 大河原晴男     | 10月30日      |
| 18   | 激闘!はれぶたVSクロブタ    | 志村錠児         | 高橋幸雄              | 畑良子         | 11月6日       |
| 19   | 超ゲテモノより愛をこめて   | 高田耕一         | 高田耕一              | まつざきはじめ | 11月13日      |
| 20   | 矢玉アナは雷がお好き!?     | 海堂祐           | 海堂祐                | 林一哉         | 11月20日      |
| 21   | ゴースト・オブ・トンカツ   | 大庭秀昭         | 石川敏浩              | 藤田宗克       | 11月27日      |
| 22   | ルーズソックスとピアス     | 池上和誉         | 池端隆史              | 大河原晴男     | 12月4日       |
| 23   | 木枯らしこがらし恋かしら   | 高橋幸雄         | 高橋幸雄              | 畑良子         | 12月11日      |
| 24   | ママのごきげんプリンス     | 佐々木和宏       | 佐々木和宏            | 村田雅彦       | 12月18日      |
| 25   | おめでたい戦い             | 海堂祐           | 海堂祐                | 林一哉         | 1998年 1月1日 |
| 26   | 平賀きみよでございましょ   | 大庭秀昭         | 石川敏浩              | 藤田宗克       | 1月8日        |
| 27   | 雪だるまのとけない夢       | 池上和誉         | 池端隆史              | 大河原晴男     | 1月15日       |
| 28   | おれたちは友だちだ         | 高橋幸雄         | 高橋幸雄              | 畑良子         | 1月22日       |
| 29   | はれときどきはらいた       | 佐々木和宏       | 佐々木和宏            | 村田雅彦       | 1月29日       |
| 30   | 眠れるガイコツの大統領     | 海堂祐           | 海堂祐                | 林一哉         | 2月5日        |
| 31   | 2・14バレンタイン決戦      | 佐々木皓一       | 石川敏浩              | 藤田宗克       | 2月12日       |
| 32   | 雪女・恋の炎でアチチのチ   | 池上和誉         | 池端隆史              | 大河原晴男     | 2月19日       |
| 33   | 弱虫なよろいかぶと         | 高橋幸雄         | 高橋幸雄              | 畑良子         | 3月5日        |
| 34   | 冬のおじさんと春の妖精     | 佐々木和宏       | 佐々木和宏            | 村田雅彦       | 3月12日       |
| 35   | おやじと野菜とマシンガン   | 貞光紳也         | 松本淳                | 林一哉         | 3月19日       |
| 36   | ムダな筋肉質               | 石川敏浩         | 石川敏浩              | 藤田宗克       | 4月7日        |
| 37   | 桜だ!宝だ!UFOだ!           | 池上和誉         | 池端隆史              | 大河原晴男     | 4月14日       |
| 38   | 天然100%入ってんねん       | 志村錠児         | 高橋幸雄              | 畑良子         | 4月21日       |
| 39   | 恩返ししてチョー           | 佐々木和宏       | 佐々木和宏            | まつざきはじめ | 4月28日       |
| 40   | 飛べない鯉の物語・純情篇   | 高田耕一         | 井之川槙太郎          | 村田雅彦       | 5月5日        |
| 41   | ああ絶望!吸えない鼻        | 志村錠児         | 石川敏浩              | 藤田宗克       | 5月12日       |
| 42   | ああ希望!吸える鼻          | 池上和誉         | 池端隆史              | 大河原晴男     | 5月19日       |
| 43   | ピザ少女の初恋デリバリー   | 高橋幸雄         | 高橋幸雄              | 畑良子         | 5月26日       |
| 44   | 外伝・はれときどき大江戸   | 佐々木和宏       | 佐々木和宏            | まつざきはじめ | 6月2日        |
| 45   | オーマイ学校どこ行った?    | ワタナベシンイチ | 松本淳                | 林一哉         | 6月9日        |
| 46   | 結婚してケローッ!          | 高田耕一         | 石川敏浩              | 藤田宗克       | 6月16日       |
| 47   | 魔界は今日も雨だった       | 池上和誉         | 池端隆史              | 大河原晴男     | 6月23日       |
| 48   | わたしは給食が好きです     | 渡辺純央         | 高橋幸雄              | 畑良子         | 6月30日       |
| 49   | 大家さんはジャングルの王や | 佐々木和宏       | 佐々木和宏            | まつざきはじめ | 7月7日        |
| 50   | 回転地獄・昔々その武蔵     | 松本淳           | 松本淳                | 林一哉         | 7月14日       |
| 51   | 消えろサマーでザマー見ろ   | 志村錠児         | 石川敏浩              | 藤田宗克       | 7月21日       |
| 52   | 真夏の夜の花火だポン!      | 井之川槙太郎     | 佐藤英一              | 村田雅彦       | 7月28日       |
| 53   | 恐竜のおなかの中のええ話   | 高橋幸雄         | 則座誠                | 畑良子         | 8月4日        |
| 54   | ガイコツのカルシウム不足   | 佐々木和宏       | 佐々木和宏            | まつざきはじめ | 8月11日       |
| 55   | A（アメリカ）-ザリガニの夢 | 高田耕一         | 山崎哲生              | 林一哉         | 8月18日       |
| 56   | 安則君は角頭!って誰?       | 志村錠児         | 石川敏浩              | 藤田宗克       | 8月25日       |
| 57   | 思い出太りのダイエット     | ワタナベシンイチ | 高田耕一 井之川槙太郎 | 村田雅彦       | 9月1日        |
| 57   | あぁ絶叫!ミュージカル話    | ワタナベシンイチ | 高田耕一 井之川槙太郎 | 村田雅彦       | 9月1日        |
| 58   | あッ!ぶたママだ            | 高橋幸雄         | 山崎茂                | 畑良子         | 9月8日        |
| 59   | はれときどきお別れ         | 佐々木和宏       | 佐々木和宏            | まつざきはじめ | 9月15日       |
| 60   | はれときどき旅立ち         | 志村錠児         | 石川敏浩              | 藤田宗克       | 9月22日       |
| 61   | はれときどき…              | ワタナベシンイチ | ワタナベシンイチ      | 西野理恵       | 9月29日       |

## 放送局
| 放送地域       | 放送局         | 放送時間                              | 系列           | 備考            |
| -------------- | -------------- | ------------------------------------- | -------------- | --------------- |
| 関東広域圏     | テレビ東京     | 木曜 19:00 - 19:30 火曜 18:30 - 19:00 | テレビ東京系列 | 制作局          |
| 北海道         | テレビ北海道   | 木曜 19:00 - 19:30 火曜 18:30 - 19:00 | テレビ東京系列 |                 |
| 愛知県         | テレビ愛知     | 木曜 19:00 - 19:30 火曜 18:30 - 19:00 | テレビ東京系列 |                 |
| 大阪府         | テレビ大阪     | 木曜 19:00 - 19:30 火曜 18:30 - 19:00 | テレビ東京系列 |                 |
| 岡山県・香川県 | テレビせとうち | 木曜 19:00 - 19:30 火曜 18:30 - 19:00 | テレビ東京系列 |                 |
| 福岡県         | TXN九州        | 木曜 19:00 - 19:30 火曜 18:30 - 19:00 | テレビ東京系列 | 現：TVQ九州放送 |
| 岩手県         | IBC岩手放送    | 土曜 5:30 - 6:00                      | TBS系列        |                 |
| 山形県         | 山形テレビ     | 水曜 16:30 - 17:00                    | テレビ朝日系列 |                 |
| 長野県         | 信越放送       | 日曜 6:00 - 6:30                      | TBS系列        |                 |
| 岐阜県         | 岐阜放送       | 火曜 18:30 - 19:00                    | 独立局         |                 |

- 第35話までは木曜 19:00 - 19:30枠にて、第36話以降は火曜 18:30 - 19:00枠にて放送され、結果的にポケモンショックで放送休止した『ポケットモンスター』と枠交換する形となった。
- なお、1998年1月1日放送分は『おとし玉アニメ はれときどきぶた』と題し、当日の15時25分から16時50分に放送された（テレビ東京系列局の場合）。内容は第6話・第10話の再放送と、新作である第25話で構成されていた。この正月特番は、当日に放送の『おはスタ』の中で予告されていた。

- 本作は後にアメリカ（ABCファミリー[3]）、フィリピン、韓国でも放送された。

- 後に、NHK BS2（衛星アニメ劇場・春休みアニメ劇場、途中打ち切り）、TOKYO MXなどでも再放送を実施。

## メディア化について
放送当時、1本に2話を収録したセルVHSがリリースされ、レンタルも行われていた。その後、2003年2月5日に全話を収録した12枚組DVD-BOXが定価36,000円で発売されたが、DVD-BOXは生産数が非常に少なく、再生産および再発売は一切行われていない。なお、アメリカではベストセレクトとして数話分がDVD化されている。

## 漫画
アニメ放送に合わせ、以下の雑誌でコミカライズ版が連載された。
- 小学一年生 1997年9月号 - 1998年8月号 作画：玉井たけし
- 小学二年生 1997年9月号 - 1998年2月号 作画：あべさより

## 備考
- 本作の本放送終了から約10年後に同じくテレビ東京で放送されたアニメ『ハヤテのごとく! (第1期)』第32話にて、ナベシン執事[注 16]が本作を視聴するシーンがある。この回は、本作と同じく浦沢義雄が脚本を、ワタナベシンイチが絵コンテと演出を担当していた。